# 炮打司令部——我的一张大字报
《炮打司令部——我的一张大字报》是中国共产党主席毛泽东在1966年8月5日文化大革命初期所写的一张大字报，该大字报标志着毛泽东与中国国家主席刘少奇之间矛盾和冲突的尖锐化和公开化。

## 背景
1966年5月25日，北京大学哲学系党总支书记聂元梓以她与哲学系另六位教师（宋一秀、夏剑豸、杨克明、赵正义、高云鹏、李醒尘）的名义在北大食堂张贴《宋硕、陆平、彭珮云在文化革命中究竟干些什么？》的大字报，被毛泽东称为“全国第一张马列主义的大字报”，从此大字报风潮兴起。6月1日，中央人民广播电台向全国广播大字报全文，引发全国性造反运动。
主持中央一线工作的中共中央副主席兼国家主席刘少奇，在当年6月初召开中央会议，向大中学校派出工作组领导文化大革命，试图扼制基层人民心中的革命情绪，将政权收回中央。据首都24所高等院校统计，工作组把10,211名学生打成“右派”，把2,591名教师打成“反革命”。工作组的镇压在各基层单位引发了不满情绪，这些工作组不久後被毛泽东撤销。

## 事件
1966年8月1日至8月12日，中共八届十一中全会举行。会议期间，8月5日，毛泽东用铅笔在一张报纸的边角上写了《炮打司令部——我的一张大字报》。8月7日，毛泽东在誊清稿上修订后加标题，並附聶元梓等七人的大字報，由当日会议印发。1967年8月5日，《人民日报》正式全文发布。这份大字报不点名地批评了刘少奇等“某些领导同志”，提出中共中央存在一个“资产阶级司令部”。
《人民日报》所刊发全文：
全国第一张马列主义的大字报和人民日报评论员的评论，写得何等好呵！请同志们重读这一张大字报和这个评论。可是在50多天里，从中央到地方的某些领导同志，却反其道而行之，站在反动的资产阶级立场上，实行资产阶级专政，将无产阶级轰轰烈烈的文化大革命运动打下去，颠倒是非，混淆黑白，围剿革命派，压制不同意见，实行白色恐怖，自以为得意，长资产阶级的威风，灭无产阶级的志气，又何其毒也！联想到1962年的右倾和1964年形“左”实右的错误倾向，岂不是可以发人深醒的吗？

## 影响
大字报实际宣告，毛澤東的目的就是要“炮打”刘少奇、邓小平这个“资产阶级司令部”，這張大字報的貼出，標誌著中共中央主席毛澤東和國家主席劉少奇之間矛盾和衝突的尖銳化和公開化。邓小平曾指出：“在十一中全会中，毛主席的一张大字报，就是炮轰的刘少奇同志和我两人的司令部。”而此后刘少奇、邓小平虽然仍是中共中央政治局常委，但实际上离开了领导岗位，处于被揭发和批判的地位。八届十一中全会上，刘少奇在党内的地位由第二降至第八，林彪则由第六升至第二，并成为党内唯一的副主席。
1967年1月1日，北京高等院校学生在天安门广场举行集会，“声讨”刘少奇、邓小平的“罪行”。1967年1月上旬，北京新华书店和运输联合公司联合行动，率先在天安门广场当众焚烧刘少奇、邓小平画像，并向全国发出揪斗刘邓的通电。1968年10月13日至31日，中共在北京召开了八届十二中扩大会议，决定将“第一号走资派”刘少奇永远开除出党，邓小平保留了党籍。劉少奇被嚴密監禁。
1987年4月30日邓小平会见西班牙工人社会党副总书记、政府副首相阿方索·格拉时说：「……结果1966年开始搞文化大革命，搞了十年，这是一场大灾难。当时很多老幹部受迫害，包括我在内。我是刘少奇之后第二号『走资本主义道路的当权派』，刘少奇是『总统帅』，我是『副统帅』。这十年中，许多怪东西都出来了。」